# Eucalyptus moluccana
Eucalyptus moluccana ist eine Pflanzenart innerhalb der Familie der Myrtengewächse (Myrtaceae). Sie kommt an der Ostküste Australiens vom Norden Queenslands bis zum mittleren Küstenabschnitt in New South Wales vor und wird dort englisch “Grey Box”, “Coastal Grey Box” oder “Gum-topped Box” genannt.

## Beschreibung

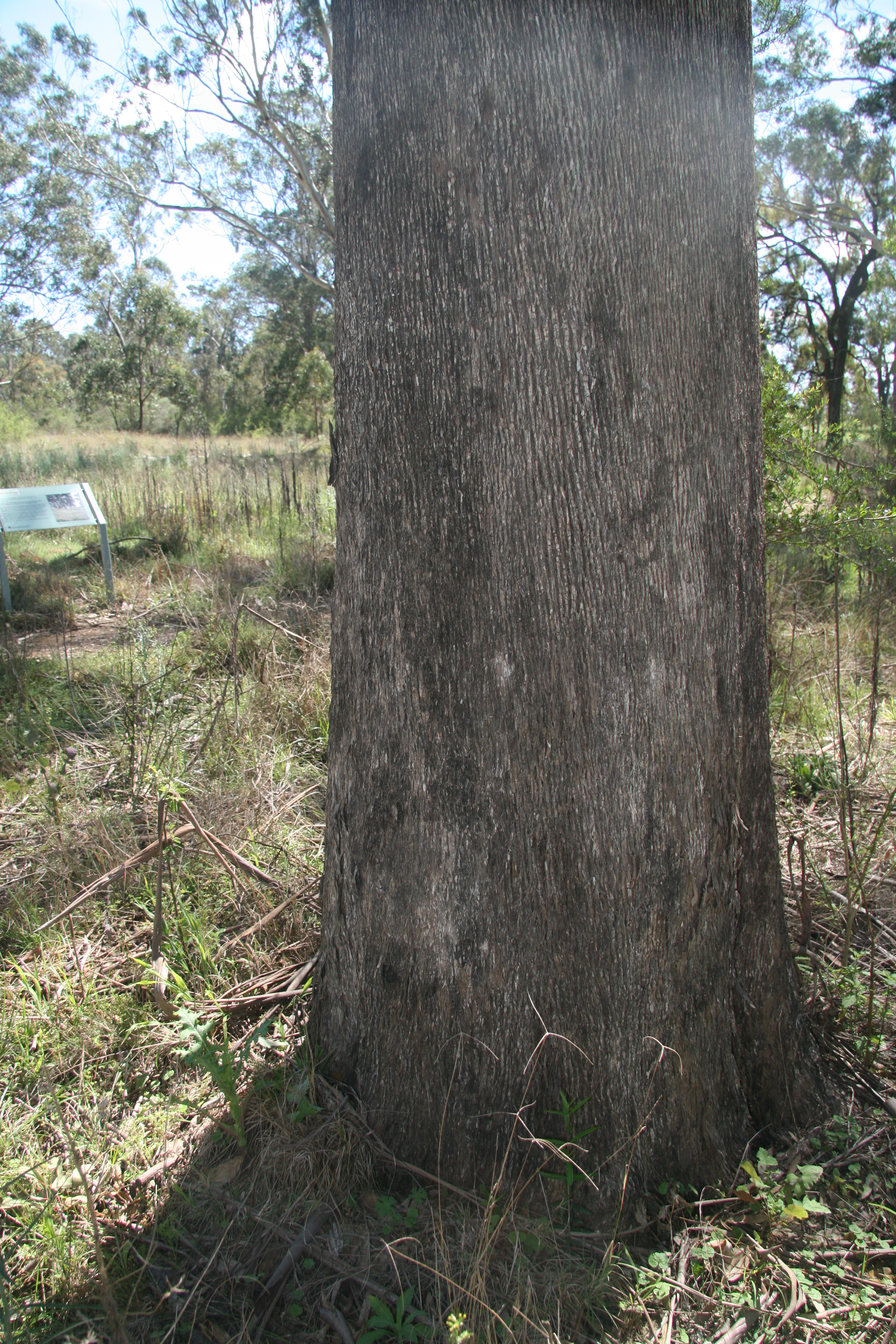
Stamm und Borke

### Erscheinungsbild und Blatt
Eucalyptus moluccana wächst als immergrüner Baum, der Wuchshöhen von bis über 25 Meter erreicht. Die Borke verbleibt am unteren Teil des Stammes oder am gesamten Stamm, ist grau mit weißen Flecken und fasrig-schuppig. Im oberen Teil des Baumes ist sie glatt und grau und schält sich in kurzen oder langen Bändern. Die kleinen Zweige sind grün. Öldrüsen gibt es nur im Mark, nicht in der Borke. Der Stammdurchmesser erreicht über 1 Meter, selten über 1,6 Meter.
Bei Eucalyptus moluccana liegt Heterophyllie vor. Die Laubblätter an jungen Exemplaren sind eiförmig bis kreisrund und matt grün. Die 15 bis 25 mm langen Blattstiele sind im Querschnitt schmal abgeflacht oder kanalförmig. Die auf Oberseite und Unterseite einfarbig glänzend grünen Laubblätter an erwachsenen Exemplaren sind bei einer Länge von 8 bis 14 cm und einer Breite von 2,0 bis 3,3 cm lanzettlich bis eiförmig. mit spitzem oder stumpfem oberen Ende und sie verjüngen sich zur Basis hin. Die Seitennerven sind hervorstehend, gespitzt und besitzen große Abstände.

### Blütenstand und Blüte
An einem im Querschnitt stielrunden oder kantigen, 5 bis 13 mm langen Blütenstandsschaft stehen in zusammengesetzten Gesamtblütenständen etwa siebenblütige Teilblütenstände. Der stielrunde Blütenstiel ist 1 bis 7 mm lang. Die ei- oder spindelförmigen Blütenknospen sind 5 bis 9 mm lang und besitzen einen Durchmesser von 3 bis 4 mm. Die Calyptra ist konisch oder schnabelförmig, kürzer als der Blütenbecher (Hypanthium) und so breit wie dieser. Sie bleibt bis zur Öffnung der Blüte (Anthese) vorhanden. Alle Staubblätter sind fruchtbar (fertil).

### Frucht
Die Frucht ist bei einer Länge von 5 bis 9 mm und einem Durchmesser von 4 bis 6 mm zylindrisch oder eiförmig. Der Diskus ist eingedrückt und die Fruchtfächer sind eingeschlossen.

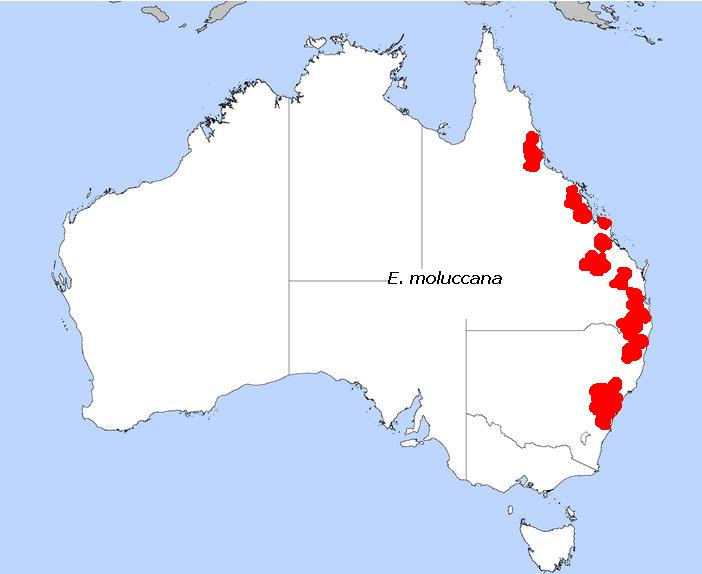
Verbreitungsgebiet in Australien

## Vorkommen
Eucalyptus moluccana findet sich entlang der Ostküste Australiens von Queensland bis hinunter in das Gebiet nördlich von Nowra im mittleren Küstenabschnitt von New South Wales.
Eucalyptus moluccana wächst in grasigen, lichten Wäldern und ist an diesen Standorten weit verbreitet, oft sogar dominant. Die Spezies bevorzugt lehmige Böden mit mittlerem bis hohem Nährstoffgehalt. Am Oberlauf des Hunter River tritt Intergradation mit Eucalyptus albens auf.

## Taxonomie
Die Erstbeschreibung von Eucalyptus moluccana erfolgte 1832 durch den britischen Botaniker William Roxburgh in „Flora Indica; or descriptions of Indian Plants, Vol. 2, S. 298“. Das Typusmaterial weist die Beschriftung „A native of the Molucca Islands“ auf. Das Artepitheton moluccana weist auf den Fundort des Typusmaterials, die Molukken, hin.
Synonyme für Eucalyptus moluccana Roxb. sind Eucalyptus hemiphloia F.Muell. ex Benth. und Eucalyptus hemiphloia F.Muell. ex Benth. var. hemiphloia.
Es gibt keine Unterarten oder Varietäten.